# Marchese di Peñaflor
Il titolo nobiliare di marchese di Peñaflor fu concesso in Spagna da Filippo IV con decreto del 3 dicembre 1664 in favore di Juan Tomas Fernández de Henestrosa y Aguilar-Ponce de León, figlio del I signore di Peñaflor. Sebbene il predicato del titolo indichi il comune andaluso di Peñaflor, la nobile famiglia degli Henestrosa visse a Écija, nell'omonimo palazzo Peñaflor. Il titolo non va confuso con quello di conte di Peñaflor de Argamasilla, concesso nel 1620 alla famiglia sivigliana dei Villacís.

## Storia
Nel 1653, la città di Peñaflor fu venduta ad Antonio Fernández de Henestrosa, un importante nobile ecijano, la cui famiglia ne assunse quindi la giurisdizione. I Fernández de Henestrosa, in virtù del decreto reale, divennero marchesi di Peñaflor nel 1664 con Juan Tomás Fernández de Henestrosa y Aguilar-Ponce de León, nato a Écija nel 1623 e che nel 1658 fu membro del Collegio Maggiore di Cuenca e poi di quello di Salamanca, quindi divenne sindaco di Hijosdalgo de Granada e giudice di quella cancelleria tra il 1686-1689, nonché cavaliere dell'Ordine di Alcántara.
Nel 1958, Isabel de Angulo y Rodríguez de Toro, marchesa vedova di Peñaflor, morì senza eredi, lasciando per testamento tutti i suoi beni alla fondazione privata "Fundación de los Excelentísimos señores Marqueses de Peñaflor y de Cortes de Graena”.

## Cronologia

### Signori di Peñaflor
- Antonio Fernández de Henestrosa, 1º signore di Peñaflor, XI signore di Turullote, titolo ereditato dal fratello Juan. Figlio di Francisco Álvarez de Henestrosa e Juana de Ayala Moscoso y Montemayor, nono signore di Turullote,[3] sposò Elvira de Aguilar Ponce de León, figlia di Luis de Aguilar Ponce de León, signore di Gallape[4] e della sua seconda moglie Inés de Henestrosa. Il matrimonio unì ai titoli degli Henestrosa Cabrera anche quelli di Montemayor e di Turullote, a cui si aggiunse quello di Peñaflor.[4] Gli successe il figlio.[5]

### Marchesi di Peñaflor
- Juan Tomás Fernández de Henestrosa y Aguilar-Ponce de León, I marchese di Peñaflor, 6° Cavaliere dell'Ordine di Calatrava e XII Signore di Turollote. Si sposò nel 1644 con Inés María de Aguilar-Ponce de León y Aguilar, signora di Gayape, figlia di Luis de Aguilar y Henestrosa e Ana María de Aguilar y de la Cueva.
- Antonio Fernández de Henestrosa y Aguilar-Ponce de León (d. 1697), II marchese di Peñaflor. Sposò il 16 ottobre 1669 Elvira de Aguilar y Córdoba, X Señora del Pilar.
- Juan Bautista Fernández de Henestrosa y Aguilar (1674–1716), III marchese di Peñaflor, Alférez sindaco di Écija. Sposò poco prima del 1699 María Pascuala Pérez de Barradas, figlia di Antonio Lope Pérez de Barradas Portocarrero, I marchese di Cortes de Graena 12 (1636-1713) e Mencía Bazán y Rojas.
- Antonio Fernández de Henestrosa (1702-1735), IV marchese di Peñaflor. Sposò il 19 settembre 1729 María Teresa Fernández de Córdoba y Moncayo, figlia di Cristóbal Andrés Fernández de Córdoba e Alagón Bazán y Aragón (1672-1748), X conte di Sástago, II marchese di Peñalba, viceré di Sicilia e María Francisca de Moncayo Palafox y Cardona (1680-1758).
- María Francisca de Paula Fernández de Henestrosa y Fernández de Córdoba, V marchesa di Peñaflor, signora dei Donadíos de Turullote, Pernia e Gayape. Battezzata il 17 marzo 1733, rimase orfana nel 1734. Parente più anziano della Casa di Henestrosa nel Regno di Spagna, della Casa di Moscoso nella città di Écija e della Casa di Pilar nella Linea di Tello González de Aguilar. Sposò il 10 agosto 1746 Antonio Manuel Pérez de Barradas y Fernández de Henestrosa, Baeza Y Mendoza. María Francisca morì pochi giorni dopo aver dato alla luce, alla fine di febbraio 1770, l'unico figlio maschio della coppia, Antonio Manuel, che ereditò il titolo.
- Antonio Manuel Pérez de Barradas y Fernández de Henestrosa (febbraio 1770), battezzati il 27 febbraio 1770, VI marchese di Peñaflor. Il sesto marchese di Peñaflor morì a Écija il 16 settembre 1786, senza figli.
- Ines Maria Perez de Barradas e Fernandez de Henestrosa (Écija, 1749-5 febbraio 1822), VII marchesa de Peñaflor. Sposò il 23 aprile 1768 il cugino di primo grado Antonio Lope Pérez de Barradas y Fernández de Córdoba (Guadix, 1750-1784), V marchese di Cortes de Graena e grande di Spagna 1773.
- Juan Bautista Perez de Barradas e Fernandez de Henestrosa (Écija-19/10/1767-Écija 02/09/1827), VIII marchese di Peñaflor, marchese di Cortes de Graena, Grande di Spagna. Sposò il 19 aprile 1792 Ángela Arias de Saavedra y Vélez de Guevara, figlia maggiore del marchese di Quintana de las Torres y Bay e in seconde nozze nel 1803 sua cognata Francisca de Paula
- Fernando Pérez de Barradas y Arias de Saavedra (Écija, 1798-1856), IX marchese di Peñaflor, nonché di Cortes de Graena, Quintana de las Torres e Bay. Sposò il 16 marzo 1822 María del Rosario Bernuy y Aguayo (1805-1888), figlia di Juan Bautista Bernuy, marchese di Benamejí, e di María del Carmen Aguayo, contessa di Villaverde de Alta.
- Juan Bautista Pérez de Barradas y Bernuy (1830-1891), X marchese di Peñaflor. Sposò il 21 agosto 1854 María Teresa Fernández de Córdoba e González de Aguilar (1833-1902), figlia di Cristóbal Fernández de Córdoba y Rojas e María del Valle Aguilar y Espinosa.
- Fernando Pérez de Barradas y Fernández de Córdoba (Écija, 1856-1928), XI marchese di Peñaflor. Sposò il 29 novembre 1888 Isabel de Angulo y Rodríguez de Toro 27 (Madrid, 5 dicembre 1867-Madrid, 30 gennaio 1958), figlia di José María de Angulo y Wals e María del Pilar Rodríguez de Toro y Pérez Estrada, marchese di Arenal.
- Álvaro Pérez de Barradas e Fernández de Córdoba (26 ottobre 1860 - 1 luglio 1939), XII marchese di Peñaflor, I marchese di Bay. Sposò María Salvadora Bermúdez de Castro y Díez.
- María del Rosario Pérez de Barradas y Fernández de Córdoba (Écija, 30 agosto 1855 - 11 dicembre 1943), XIII marchesa di Peñaflor. Sposò Manuel Mariátegui y Vinyals (Madrid, 1852-Madrid, 28 gennaio 1894), Conte di San Bernardo e sindaco di Madrid, tra il 1892 e il 1894.
- Alfonso Mariategui y Pérez de Barradas (San Sebastián, 1887 -), XIV marchese di Peñaflor (XI marchese di Cortes de Graena). Sposò il 30 novembre 1910 María Araceli Silva Fernández de Córdova, duchessa di Almazán, senza figli.
- Jesús Mariategui y Sánchez (1945-1994), XV marchese di Peñaflor. Sposò María del Pilar Ruiz Salmeróny y López Guerrero, morta durante la guerra civile, e in seconde nozze la cognata María del Carmen Ruiz Salmeróny y López Guerrero. Ereditò il titolo nel 1951, così come quello di marchese de Cortes de Graena, in seguito alla morte di suo zio Álvaro Pérez de Barradas y Fernández de Córdoba.
- Jesus Manuel Ruiz Mariátegui, XVI marchese di Peñaflor. Sposò María Teresa Gómez Elegido y Ruiz Olalla.
- María Teresa Mariátegui y Gómez-Elegido, XVII marchesa de Peñaflor.